# تشينغفورد ووودفورد غرين (دائرة انتخابية في المملكة المتحدة)
تشينغفورد ووودفورد غرين (بالإنجليزية: Chingford and Woodford Green)‏ هي إحدى الدوائر الانتخابية في المملكة المتحدة الممثلة في مجلس العموم في برلمان المملكة المتحدة.
عضو البرلمان الذي يمثلها حالياً هو :Rt Hon Iain Duncan Smith (Con).